# 彼尔尼加斯
彼尔尼加斯，是西班牙卡斯蒂利亚-莱昂布尔戈斯省的一个市镇。总面积13平方公里，总人口43人（2001年），人口密度3人/平方公里。